# Péter Balázs
Péter Balázs (Kecskemét, Hongria 1941) és un polític hongarès que fou Comissari Europeu de Política Regional en la Comissió Prodi.

## Biografia
Va néixer el 5 de desembre de 1941 a la ciutat de Kecskemét, població situada al comtat de Bács-Kiskun. Va estudiar economia a l'Escola d'Economia de Budapest, en la qual es graduà el 1963.

## Activitat política
L'any 1982 fou nomenat pel seu país representant d'Hongria davant la Unió Europea, càrrec que va mantenir fins al 1987. Aquell any fou nomenat membre independent de la Cancilleria del Primer Ministre d'Hongria Károly Grósz, esdevenint posteriorment Ministre de Relacions Econòmiques Internacionals (1988-1992) i Ministre de Comerç i Indústria (1992-1993) sota els governs de Miklós Németh i József Antall. L'any 1994 fou nomenat ambaixador a Dinamarca, i el 1997 a Alemanya, càrrec que ocupà fins al 2000.
Amb l'entrada del seu país a la Unió Europea l'1 de maig de 2004 es convertí en membre de la Comissió Prodi, esdevenint Comissari Europeu de Política Regional, càrrec que compartí amb el francès Jacques Barrot. En finalitzar el seu mandat el novembre del mateix any en la Comissió Prodi no fou escollit com a membre hongarès de la següent Comissió, passant el seu testimoni a László Kovács.